# پیتویی گونه‌گون جنوبی
پیتویی گونه‌گون جنوبی (نام علمی: Pitohui uropygialis) یک گونه پیتویی در تیرهٔ پری‌شاهرخان (Oriolidae) است. این گیاه در گینه نو و جزایر همسایه یافت می‌شود. زیستگاه طبیعی آن جنگل‌ها جلگه‌ای نمناک گرمسیری یا گرمسیری است. همچنین یکی از چندین پرنده سم‌آلود شناخته شده است، این پرنده دارای ترکیب‌های سمی هوموباتراکوتوکسین در پر و پوست خود است.
این گونه در سال ۲۰۱۳ از پیتویی گون‌گون شمالی جدا شد.